# Selección femenina de voleibol de Bolivia
La selección femenina de voleibol de Bolivia es el equipo representativo del país en las competiciones oficiales de voleibol. Su organización está a cargo de la Federación Boliviana de Voleibol. Se encuentra en el 115° puesto en el último ranking mundial.

## Resultados

### Campeonato Sudamericano
- 1971 — 8° Puesto
- 1975 — 6° Puesto
- 1977 — 4° Puesto
- 1991 — 9° Puesto
- 2001 — 7° Puesto
- 2005 — 6° Puesto